# Epifyse (bot)

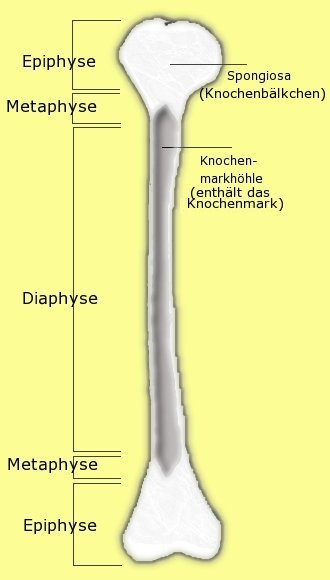
Epifyse, metafyse en diafyse

De epifyse is het uiteinde van een pijpbeen. Er is zowel een proximale epifyse (epiphysis proximalis) als een distale epifyse (epiphysis distalis). Tussen beide epifysen in ligt de diafyse (het lange gedeelte van het bot). De epifyse bestaat uit spongieus bot (trabeculair bot). De diafyse bestaat uit compact bot (corticaal bot). Het relatief brede deel van de diafyse dat aan de epifyse grenst, wordt de metafyse genoemd. Op de grens tussen metafyse en epifyse bevinden zich nog de epifysiare lijnen, dit zijn resten van de kraakbenige groei, ofwel van de epifysiare schijven.